# Tantilla olympia
Tantilla olympia — вид змій родини полозових (Colubridae). Ендемік Гондурасу. Описаний у 2017 році.

## Поширення і екологія
Tantilla olympia відомі з типової місцевості, розташованої в заповіднику Тексігуат в горах Номбре-де-Діос в департаменті Атлантида, на висоті 1150 м над рівнем моря. Вони живуть у вологих тропічних лісах.